# Eli Landsem
Eli Landsem, née le 22 mars 1962 à Rindal, est une footballeuse internationale norvégienne devenue entraîneur.

## Biographie
Durant sa carrière de joueuse, elle joue à 15 reprises pour l'équipe de Norvège, et inscrit un but contre Islande, lors des qualifications du championnat d'Europe 1984.
De 2009 à 2012, elle est sélectionneuse de l'équipe de Norvège féminine, avec qui elle dispute le 1er tour de la Coupe du monde féminine 2011.